# Sei'ichirō Yamashita
Sei'ichirō Yamashita (山下誠一郎 Yamashita Sei'ichirō?,  Prefectura de Hiroshima, 21 de mayo de 1992) es un actor de voz japonés, afiliado a Office Osawa. Se graduó del Departamento de Talento de Actuación de Voz de Amusement Media Academy.

## Filmografía
Los papeles principales están en negrita

### Anime

#### Series de televisión
| Año  | Título                                                                                  | Rol                                      | Refs.  |
| ---- | --------------------------------------------------------------------------------------- | ---------------------------------------- | ------ |
| 2013 | Golden Time                                                                             | Nakagawa                                 | [ 3 ]  |
| 2013 | Aikatsu!                                                                                | Hombre                                   | [ 3 ]  |
| 2013 | Aoki Hagane no Arpeggio                                                                 | Estudiante C                             | [ 3 ]  |
| 2013 | Ore no Imōto ga Konna ni Kawaii Wake ga Nai                                             | Miembro de Personal A                    | [ 3 ]  |
| 2013 | Kami-sama no Inai Nichiyōbi                                                             | Voces adicionales                        | [ 3 ]  |
| 2013 | Toaru Kagaku no Railgun S                                                               | Voces adicionales                        | [ 3 ]  |
| 2013 | White Album 2                                                                           | Repartidor                               | [ 3 ]  |
| 2013 | Walkure Romanze                                                                         | Takahiro Mizuno                          | [ 4 ]  |
| 2013 | Tokurei Sochi Dantai Stella Jo-Gakuin Kōtō-ka Shīkyūbu C³-bu                            | Estudiante Universitario B               | [ 3 ]  |
| 2014 | Amagi Brilliant Park                                                                    | Nick                                     | [ 3 ]  |
| 2014 | M3 Sono Kuroki Hagane                                                                   | Policía A                                | [ 3 ]  |
| 2014 | Ōkami Shōjo to Kuro Ōji                                                                 | Junya Ōnúm                               | [ 3 ]  |
| 2014 | Gaist Crusher                                                                           | Miembro de Barry                         | [ 3 ]  |
| 2014 | Kanojo ga Flag o Oraretara                                                              | Voces adicionales                        | [ 3 ]  |
| 2014 | Golden Time                                                                             | Nakagawa                                 | [ 3 ]  |
| 2014 | Jewelpet Happiness                                                                      | Escolar 2                                | [ 3 ]  |
| 2014 | Soul Eater Not                                                                          | Clay                                     | [ 3 ]  |
| 2014 | Sora no Method                                                                          | Estudiante                               | [ 3 ]  |
| 2014 | Nagi no Asukara                                                                         | Voces adicionales                        | [ 3 ]  |
| 2014 | Madan no Ō to Vanadis                                                                   | Voces adicionales                        | [ 3 ]  |
| 2014 | Mahōka Kōkō no Rettōsei                                                                 | Terrorista                               | [ 3 ]  |
| 2014 | Yama no Susume                                                                          | Voces adicionales                        | [ 3 ]  |
| 2014 | Lady Jewelpet                                                                           | Voces adicionales                        | [ 3 ]  |
| 2014 | Wizard Barristers                                                                       | Técnico de Laboratorio del Crimen        | [ 3 ]  |
| 2015 | Go! Princess PreCure                                                                    | Bombero                                  | [ 3 ]  |
| 2015 | Battle Spirits: Burning Soul                                                            | Yukimura Rekka                           | [ 3 ]  |
| 2015 | Dungeon ni Deai o Motomeru no wa Machigatteiru Darō ka                                  | Aventurero B                             | [ 3 ]  |
| 2015 | Shokugeki no Sōma                                                                       | Voces adicionales                        | [ 3 ]  |
| 2015 | Denpa Kyōshi                                                                            | Mamoru                                   | [ 3 ]  |
| 2015 | Akagami No Shirayukihime                                                                | Oficial; Soldado B                       | [ 3 ]  |
| 2015 | Shimoneta                                                                               | Ladrón de Ropa interior A                | [ 3 ]  |
| 2015 | Gate: Jieitai Kano Chi nite, Kaku Tatakaeri                                             | Voces adicionales                        | [ 3 ]  |
| 2015 | Comet Lucifer                                                                           | Guardia; Soldado                         | [ 3 ]  |
| 2015 | Owari no Seraph                                                                         | Eita Kusunoki                            | [ 3 ]  |
| 2015 | Mobile Suit Gundam: Iron-Blooded Orphans                                                | Voces adicionales                        | [ 3 ]  |
| 2016 | Shōjo-tachi wa Kōya wo Mezasu                                                           | Buntarō Hōjō                             | [ 3 ]  |
| 2016 | Haruchika                                                                               | Keisuke Katagiri                         | [ 5 ]  |
| 2016 | Orange                                                                                  | Kakeru Naruse                            | [ 3 ]  |
| 2016 | Touken Ranbu: Hanamaru                                                                  | Yagen Tōshirō; Aizen Kunitoshi           | [ 3 ]  |
| 2016 | Mob Psycho 100                                                                          | Mameta Inukawa; Jun Sagawa               | [ 3 ]  |
| 2017 | Idol Time PriPara                                                                       | Shougo Yumekawa                          | [ 6 ]  |
| 2017 | Tsurezure Children                                                                      | Chiaki Uchimura                          | [ 7 ]  |
| 2017 | Katsugeki/Touken Ranbu                                                                  | Yagen Tōshirō                            | [ 3 ]  |
| 2017 | Gamers!                                                                                 | Daiki                                    | [ 3 ]  |
| 2017 | Eromanga-sensei                                                                         | Chris Yamada                             | [ 3 ]  |
| 2017 | Dungeon ni Deai wo Motomeru no wa Machigatteiru Darou ka Gaiden: Sword Oratoria         | Villy                                    | [ 3 ]  |
| 2017 | Hitorijime My Hero                                                                      | Jirō Yoshida                             | [ 3 ]  |
| 2017 | Centaur no Nayami                                                                       | Takamichi Koma                           | [ 3 ]  |
| 2017 | Dia Horizon (Kabu)                                                                      | Ryan                                     | [ 3 ]  |
| 2017 | Kujira no Kora wa Sajō ni Uta                                                           | Tokusa                                   | [ 3 ]  |
| 2018 | Pop Team Epic                                                                           | Daichi Taira                             | [ 3 ]  |
| 2018 | Zoku Touken Ranbu: Hanamaru                                                             | Yagen Tōshirō; Aizen Kunitoshi           | [ 3 ]  |
| 2018 | Miira no Kaikata                                                                        | Daichi Tachiaki; Mukumuku                | [ 8 ]  |
| 2018 | Lost Song                                                                               | Henry Leobort                            | [ 9 ]  |
| 2018 | Butlers: Chitose Momotose Monogatari                                                    | Daichi Kurosawa                          | [ 10 ] |
| 2018 | Yume Oukoku to Nemureru 100-nin no Ouji-sama                                            | Kegaremaru                               | [ 3 ]  |
| 2019 | Mob Psycho 100 II                                                                       | Mameta Inukawa; Jun Sagawa; Estudiante C | [ 3 ]  |
| 2019 | Lord El-Melloi II-sei no Jikenbo: Rail Zeppelin Grace Note                              | Svin Glascheit                           | [ 11 ] |
| 2019 | Dungeon ni Deai o Motomeru no wa Machigatteiru Darō ka II                               | Lissos                                   | [ 3 ]  |
| 2019 | Stand My Heroes: Piece of Truth                                                         | Aki Kagura                               | [ 3 ]  |
| 2019 | Kabukichou Sherlock                                                                     | James Moriarty                           | [ 12 ] |
| 2020 | Hōsekisho Richard-shi no Nazo Kantei                                                    | Male Clerk                               | [ 3 ]  |
| 2020 | Gal to Kyōryū                                                                           | Shōta                                    | [ 13 ] |
| 2020 | Appare-Ranman!                                                                          | Kosame Isshiki                           | [ 14 ] |
| 2021 | Tatoeba Last Dungeon Mae no Mura no Shōnen ga Joban no Machi de Kurasu Yō na Monogatari | Allan Twein Lidcain                      | [ 15 ] |
| 2021 | Horimiya                                                                                | Toru Ishikawa                            | [ 16 ] |
| 2021 | My Hero Academia 5th Season                                                             | Geten                                    | [ 17 ] |
| 2021 | 86: Eighty-Six                                                                          | Raiden Shuga                             | [ 18 ] |
| 2021 | 86: Eighty-Six Part 2                                                                   | Raiden Shuga                             | [ 18 ] |
| 2021 | Kyūketsuki Sugu Shinu                                                                   | Kantarō Kei                              | [ 19 ] |
| 2021 | Gyakuten Sekai no Denchi Shoujo                                                         | Hosomichi Kudō                           | [ 20 ] |
| 2022 | Ao Ashi                                                                                 | Sōichirō Tachibana                       | [ 21 ] |
| 2022 | Futsal Boys!!!!!                                                                        | Satoru Usami                             | [ 22 ] |
| 2022 | Kage no Jitsuryokusha ni Naritakute!                                                    | Cid Kagenou/Shadow                       | [ 23 ] |
| 2022 | Boku no Hero Academia 6th Season                                                        | Geten                                    | [ 24 ] |
| 2022 | Fūfu Ijō, Koibito Miman.                                                                | Jirō Yakuin                              | [ 25 ] |
| 2022 | Vazzrock The Animation                                                                  | Satoshi Kouzuki                          | [ 26 ] |
| 2022 | Mob Psycho 100 III                                                                      | Mameta Inukawa; Jun Sagawa               | [ 27 ] |
| 2023 | Kōri Zokusei Danshi to Kūru na Dōryō Joshi                                              | Kankodori                                | [ 28 ] |
| 2023 | Sugar Apple Fairy Tale                                                                  | Edmund II                                | [ 29 ] |
| 2023 | Kyūketsuki Sugu Shinu 2                                                                 | Kantarou Kei                             | [ 30 ] |
| 2023 | Flaglia: Natsuyasumi no Monogatari                                                      | Kanchi                                   | [ 31 ] |
| 2023 | Edens Zero 2nd Season                                                                   | Cure                                     | [ 32 ] |
| 2023 | Mahō Tsukai no Yome Season 2                                                            | Rian Scrimgeour                          | [ 33 ] |
| 2023 | Kimi wa Hōkago Insomnia                                                                 | Tao Ukegawa                              | [ 34 ] |
| 2023 | Kage no Jitsuryokusha ni Naritakute! 2nd Season                                         | Cid Kagenou/Shadow                       | [ 35 ] |
| 2023 | Tokyo Revengers: Tenjiku-hen                                                            | Kakuchō                                  | [ 36 ] |
| 2023 | Horimiya: Piece                                                                         | Toru Ishikawa                            | [ 37 ] |
| 2023 | Mahō Tsukai no Yome Season 2 Part 2                                                     | Rian Scrimgeour                          | [ 38 ] |
| 2023 | Mushoku Tensei II: Isekai Ittara Honki Dasu                                             | Derrick Redbat                           | [ 39 ] |
| 2023 | Undead Girl Murder Farce                                                                | Bernt                                    | [ 40 ] |
| 2023 | Captain Tsubasa Season 2: Junior Youth-hen                                              | Ramon Victorino                          | [ 41 ] |
| 2023 | Shangri-La Frontier                                                                     | Orcelott                                 | [ 42 ] |
| 2024 | Yōkoso Jitsuryoku Shijō Shugi no Kyōshitsu e 3rd Season                                 | Ikuto Kiriyama                           | [ 43 ] |
| 2024 | Momochi-san Chi no Ayakashi Ōji                                                         | Hayato Hidaka                            | [ 44 ] |
| 2024 | Akuyaku Reijō Level 99: Watashi wa Ura-Boss desu ga Maō de wa Arimasen                  | Linus                                    | [ 45 ] |
| 2024 | Kami wa Game ni Ueteiru                                                                 | Ashlan                                   | [ 46 ] |
| 2024 | Tōken Ranbu Kai: Kyoden Moyuru Honnōji                                                  | Yagen Tōshirō                            | [ 47 ] |
| 2024 | Sentai Daishikkaku                                                                      | Eigen Urabe                              | [ 48 ] |
| 2024 | Kuroshitsuji: Kishuku Gakkō-hen                                                         | Edward Midford                           | [ 49 ] |
| 2024 | Shōshimin Series                                                                        | Yūto Hiya                                | [ 50 ] |
| 2024 | Naze Boku no Sekai o Dare mo Oboeteinai no ka?                                          | Ashran Highroll                          | [ 51 ] |
| 2024 | Hoshifuru Ōkoku no Nina                                                                 | Yor                                      | [ 52 ] |
| 2024 | Shangri-La Frontier 2nd Season                                                          | Orcelott                                 | [ 53 ] |
| 2025 | Kono Kaisha ni Suki na Hito ga Imasu                                                    | Masugu Tateishi                          | [ 54 ] |
| 2025 | Unnamed Memory Act.2                                                                    | Senn                                     | [ 55 ] |
| 2025 | Hana wa Saku, Shura no Gotoku                                                           | Matsuyuki Akiyama                        | [ 56 ] |
| 2025 | Akuyaku Reijō Tensei Oji-san                                                            | Lambert Balance                          | [ 57 ] |
| 2025 | Sakamoto Days                                                                           | Tanaka                                   | [ 58 ] |
| 2025 | Kijin Gentōshō                                                                          | Naotsugu Miura                           | [ 59 ] |
| 2025 | Shōshimin Series 2nd Season                                                             | Yūto Hiya                                | [ 60 ] |
| 2025 | Hana-Doll*: Reinterpretation of Flowering                                               | Mahiro Yūki                              | [ 61 ] |
| 2025 | Mobile Suit Gundam GQuuuuuuX                                                            | Xavier Olivette                          | [ 62 ] |
| 2025 | Sentai Daishikkaku 2nd Season                                                           | Eigen Urabe                              | [ 63 ] |
| 2026 | Isekai no Sata wa Shachiku Shidai                                                       | Norbert                                  | [ 64 ] |
| 2026 | Kanan-sama wa Akumade Choroi                                                            | Yōji Kyōgi                               | [ 65 ] |
| 2026 | Tokyo Revengers: Santen Sensō-hen                                                       | Kakuchō                                  | [ 66 ] |
| TBA  | Isekai Quartet 3                                                                        | Cid Kagenou/Shadow                       | [ 67 ] |

#### Películas
| Año  | Título                                                 | Rol                              | Refs.  |
| ---- | ------------------------------------------------------ | -------------------------------- | ------ |
| 2015 | Gekijōban Kyōkai no Kanata I'll Be Here                | Ikaishi                          | [ 3 ]  |
| 2015 | Kokoro ga Sakebitagatterunda                           | Nishikori                        | [ 3 ]  |
| 2017 | Kuroshitsuji Movie: Book of the Atlantic               | Edward Midford                   | [ 3 ]  |
| 2020 | Dounika Naru Hibi                                      | Yagasaki-kun                     | [ 3 ]  |
| 2022 | Toku: Tōken Ranbu - Hanamaru - Setsugetsuka            | Yagen Toushirou; Aizen Kunitoshi | [ 3 ]  |
| 2024 | Tōken Ranbu Kai: Dōden Chikashi Haberau Monora         | Aizen Kunitoshi                  | [ 68 ] |
| 2025 | Mobile Suit Gundam GQuuuuuuX -Beginning-               | Xavier Olivette                  | [ 69 ] |
| TBA  | Kage no Jitsuryokusha ni Naritakute! Movie: Zankyō-hen | Cid Kagenou/Shadow               | [ 70 ] |

#### ONAs
| Año  | Título                                                             | Rol              | Refs.  |
| ---- | ------------------------------------------------------------------ | ---------------- | ------ |
| 2011 | Ore no Imōto ga Konna ni Kawaii Wake ga Nai.                       | Passerby         | [ 3 ]  |
| 2017 | Yume Oukoku to Nemureru 100-nin no Ouji-sama: Short Stories        | Kalt             | [ 3 ]  |
| 2017 | Jinryoku Senkan!? Shiokaze Sawakaze                                | Shinpei Hoshi    | [ 71 ] |
| 2019 | Gundam Build Divers Re:Rise                                        | Gojo             | [ 3 ]  |
| 2020 | Gundam Build Divers Re:Rise 2nd Season                             | Gojo             | [ 3 ]  |
| 2021 | Idol Land PriPara                                                  | Shougo Yumekawa  | [ 3 ]  |
| 2022 | Mori no Kuma-san, Toumin-chuu.                                     | Watari           | [ 3 ]  |
| 2022 | Kakegurui Twin                                                     | Aoi Mibuomi      | [ 72 ] |
| 2024 | Murai no Koi                                                       | Hiroshi Mizokami | [ 73 ] |
| 2025 | Disney: Twisted-Wonderland The Animation - Episode of Heartslabyul | Ace Trappola     | [ 74 ] |

#### OVAs
| Año  | Título                                            | Rol          | Refs. |
| ---- | ------------------------------------------------- | ------------ | ----- |
| 2018 | Shōjo-tachi wa Kōya wo Mezasu: Iubeki Monokashira | Buntarō Hōjō | [ 3 ] |
| 2020 | Strike the Blood IV                               | Rui Miyazumi | [ 3 ] |

### Videojuegos
| Año  | Título                                               | Rol                            | Refs.  |
| ---- | ---------------------------------------------------- | ------------------------------ | ------ |
| 2013 | Hakkenden: Tōhō Hakken Ibun                          | Sosuke Inukawa                 |        |
| 2014 | Oreshika: Tainted Bloodlines                         | Ikadzuchimaru; Asuka Ōtori     |        |
| 2014 | Gundam Breaker 2                                     | Ruslan                         |        |
| 2014 | NAtURAL DOCtRINE                                     | Nebulosa                       |        |
| 2014 | Freedom Wars                                         | Billy "Leopardo" Koller        |        |
| 2014 | Koe kare ~ hōkago kimi ni ai ni iku ~                | Kaname Shitara                 |        |
| 2015 | Atelier Sophie: The Alchemist of the Mysterious Book | Oskar Behlmer                  |        |
| 2015 | Touken Ranbu                                         | Yagen Tōshirō; Aizen Kunitoshi |        |
| 2015 | Yume ōkoku to nemureru 100-ri no ōji-sama            | Karuto                         |        |
| 2016 | Shōjotachi wa Kōya o Mezasu                          | Buntarō Hōjō                   | [ 75 ] |
| 2017 | Akane-sasu Sekai de Kimi to Utau                     | Hiraga Gennai                  |        |
| 2020 | Disney: Twisted-Wonderland                           | Ace Trappola                   |        |

### CD Drama
- Hibi Chōchō como Escolar
- Overlord como Tōkeru
- Ninja Slayer como Jade Sword
- Kyouichi-kun to no Isshou como Kyouichi
- Yōkoso seiyū ryō e! 201-Gōshitsu ~ hōgen seiyū ~ como Sōta Narumi

### Doblaje
- Pilgrimage como Hermano Diarmuid (Tom Holland)[76]